# Classe Scharnhorst (nave da battaglia)
La classe Scharnhorst fu una classe di navi da battaglia veloci (o incrociatori da battaglia) della Kriegsmarine tedesca composta dalla Gneisenau e dallo Scharnhorst.

## Storia
Nel periodo successivo alla stipula dell'accordo navale anglo-tedesco, venne commissionata la costruzione di due grandi navi da guerra, della stazza di circa 30.000 tonnellate ciascuna; queste, per potenza ed armamento, erano paragonabili agli incrociatori da battaglia britannici ma i tedeschi decisero di classificarle come corazzate.
Entrambe parteciparono alla battaglia dell'Atlantico ed entrambe, insieme all'incrociatore pesante Prinz Eugen, furono protagoniste dell'attraversamento del canale della Manica, per fare rientro in Germania dal porto francese di Brest, in prospettiva di proteggere un possibile attacco Alleato contro la Norvegia, venendo tuttavia danneggiate dall'urto con alcune mine.
Entrambe le navi dovettero essere sottoposte a lavori di riparazione ma, mentre lo Scharnhorst riprese a navigare, venendo successivamente affondato il 26 dicembre 1943 nella battaglia di Capo Nord, lo Gneisenau, a causa dei danni ulteriori causati da diversi bombardamenti, non riprese più il mare, venendo in seguito smantellata.